# Дисциплинарное судебное присутствие
Дисциплинарное судебное присутствие — специальный судебный орган Российской Федерации, действовавший в 2010—2014 годах и рассматривавший дела по жалобам на решения Высшей квалификационной коллегии судей Российской Федерации и квалификационных коллегий судей субъектов Российской Федерации о досрочном прекращении полномочий судей за совершение ими дисциплинарных проступков и обращениям на решения Высшей квалификационной коллегии судей Российской Федерации и квалификационных коллегий судей субъектов Российской Федерации об отказе в досрочном прекращении полномочий судей за совершение ими дисциплинарных проступков.
Правовой основой деятельности Дисциплинарного судебного присутствия являлся Федеральный конституционный закон Российской Федерации от 9 ноября 2009 года N 4-ФКЗ "О Дисциплинарном судебном присутствии"
Дисциплинарное судебное присутствие было сформировано и приступило к исполнению своих обязанностей в марте 2010 года.
В соответствии с Федеральным конституционным законом от 12 марта 2014 года № 5-ФКЗ «О внесении изменений в отдельные федеральные конституционные законы в связи с принятием Закона Российской Федерации о поправке к Конституции Российской Федерации «О Верховном Суде Российской Федерации и прокуратуре Российской Федерации» и признании утратившим силу Федерального конституционного закона «О Дисциплинарном судебном присутствии» с 6 августа 2014 года Дисциплинарное судебное присутствие было упразднено, а вопросы осуществления правосудия, отнесенные к его ведению, были переданы в юрисдикцию Дисциплинарной коллегии Верховного Суда Российской Федерации.

## Полномочия
Дисциплинарное судебное присутствие:
- рассматривало жалобы граждан, судейские полномочия которых досрочно прекращены решением Высшей квалификационной коллегии судей Российской Федерации или решением квалификационной коллегии судей субъекта Российской Федерации за совершение ими дисциплинарных проступков, на указанные решения квалификационных коллегий судей;
- рассматривало обращения Председателя Верховного Суда Российской Федерации или Председателя Высшего Арбитражного Суда Российской Федерации о досрочном прекращении полномочий судей за совершение ими дисциплинарных проступков в тех случаях, когда Высшей квалификационной коллегией судей Российской Федерации или квалификационными коллегиями судей субъектов Российской Федерации отказано в удовлетворении представлений председателей федеральных судов о прекращении полномочий судей за совершение ими дисциплинарных проступков.

## Состав
Дисциплинарное судебное присутствие формировалось из числа судей Верховного Суда Российской Федерации и Высшего Арбитражного Суда Российской Федерации в количестве 6 членов.
В состав Дисциплинарного судебного присутствия входили:
- Беспалова, Зоя Дмитриевна
- Валявина, Елена Юрьевна
- Зайцев, Владимир Юрьевич
- Рудаков, Сергей Валентинович
- Тумаркин, Владимир Моисеевич
- Чистяков, Алексей Игоревич

## Рассмотрение дел
В 2010 году Дисциплинарное судебное присутствие рассмотрело 147 заявлений и жалоб, в том числе 32 по существу (включая обращение Председателя Верховного Суда Российской Федерации).
В 2011 году Дисциплинарное судебное присутствие рассмотрело 208 заявлений и жалоб, в том числе 24 по существу.
В 2012 году Дисциплинарное судебное присутствие рассмотрело 194 заявления и жалобы, в том числе 21 по существу.